# Charles F. Perdrisat
Charles François Perdrisat (* 1. Juli 1932 in Genf) ist ein Schweizer Kernphysiker.
Perdrisat erhielt 1951 ein Ingenieursdiplom am Technikum in Genf, studierte Physik an der Universität Genf mit dem Lizenziat 1956 und wurde 1961 an der ETH Zürich promoviert. Als Postdoktorand war er am Institut für Theoretische Physik der Universität Bonn und der University of Illinois at Urbana-Champaign, an der er 1965 Assistant Professor wurde. Er ist seit 1966 Assistant Professor am College of William & Mary in Williamsburg (Virginia) mit einer vollen Professur seit 1976 und experimentiert an der Thomas Jefferson National Accelerator Facility (TJNAF, Jefferson Lab) und dessen Vorläufer CEBAF. Dort war er schon 1995 als Berater und danach mehrfach Gastprofessor. 
Er baute ein Proton-Polarimeter (FPP) am TJNAF und dessen Vorläufer und mass damit in den 1990er Jahren das Verhältnis von elektrischen zum magnetischen elastischen Formfaktor des Protons und Neutrons für Energien (übertragenes Quadrat des Viererimpulses Q²) bis 3,5 GeV², fortgesetzt in den 2000er Jahren bis 6 GeV² und geplant bis 9 GeV² bei Streuung mit Elektronen unter Berücksichtigung der Polarisation. Später wurden auch Neutronen untersucht. Diese Formfaktoren geben Hinweise auf die Quarkverteilung in Nukleonen, und die polarisierten Experimente ergaben dreidimensionale Bilder der Quarkverteilungen mit Spin parallel oder antiparallel zum Nukleonenspin. Überraschenderweise war das Verhältnis nicht konstant, sondern nahm über den Bereich von 1 bis 5,6 GeV² um den Faktor 3,7 ab. Dies führte auch zur Weiterentwicklung der QCD-basierten theoretischen Modelle zur Beschreibung der Nukleonstruktur (Gittereichtheorien, Vector Dominance Model VDM, Relativistic Constituent Quark Model RCQM, Generalized Parton Distribution GPD, Dyson-Schwinger-Gleichungen, Cloudy Bag Model im Lichtfrontformalismus u. a.).
Er untersucht auch Polarisationsphänomene an Deuteron-Proton und Deuteron-Kern-Streuung.
1981/82 war er Gastprofessor am Institut national de physique nucléaire et de physique des particules in Orsay und 1973/74 an der ETH Zürich.
Für 2017 erhielt er den Tom-W.-Bonner-Preis für Kernphysik für grundlegende Messungen der Struktur von Nukleonen mit der Entdeckung eines unerwarteten Verhaltens des elektrischen und magnetischen Formfaktors mit dem Impulsübertrag.
2002 wurde er Fellow der American Physical Society.

## Schriften
- mit John Arrington, Kees de Jager: Nucleon Form Factors – A Jefferson Lab Perspective. J. Phys. Conf. Ser., Band 299, 2011, S. 012002, Arxiv
- mit Vina Punjabi: Nucleon form factors. Scholarpedia, 2010, online